# Unterramsern
Unterramsern es una comuna suiza del cantón de Soleura, situada en el distrito de Bucheggberg. Limita al norte con las comunas de Aetigkofen y Mühledorf, al este con Aetingen, al sur con Limpach (BE) y Mülchi (BE), y al oeste con Messen.